# 藜状珍珠菜
藜状珍珠菜（学名：Lysimachia chenopodioides）为报春花科珍珠菜属的植物。分布于不丹、克什米尔地区、尼泊尔、缅甸以及中国大陆的云南、西藏等地，生长于海拔200米至3,200米的地区，多生在村边农地他山坡草丛中，目前尚未由人工引种栽培。